# Dorenwaid (Isny im Allgäu)
Dorenwaid ist ein Wohnplatz in der Gemarkung Neutrauchburg im Gebiet der Stadt Isny im Allgäu im Landkreis Ravensburg in Baden-Württemberg.

## Geographie
Der Ort liegt circa zwei Kilometer westlich der Stadt Isny im Allgäu. Südlich der Ortschaft verläuft die Bundesstraße 12, die den Ort teilt. Der südliche Teil ist ein Dorf der bayerischen Gemeinde Gestratz, der in einigem Abstand stehende nördliche Teil ist ein Weiler mit nur zwei Hausnummern in der württembergischen Stadt Isny im Allgäu. Oftmals wird zwischen Vorder- und Hinterdorenwaid unterschieden. Nördlich der Ortschaft liegt das Naturschutzgebiet Bodenmöser.

## Ortsname
Der Ortsname bedeutet Weide, auf der Dornenhecken oder -gestrüpp wachsen.

## Geschichte
Dorenwaid wurde erstmals urkundlich im Jahr 1346 als Torrenwaid erwähnt. Im Ort befanden sich Eigenhöfe von Isnyer Bürgern sowie Fallehengüter des Klosters Isny. Im Jahr 1521 übte die Stadt Isny das Niedergericht im Wirtshaus von Vorderdorenwaid aus. Dorenwaid gehörte der Gemeinde Neutrauchburg an, die am 1. Juli 1972 in die Stadt Isny im Allgäu eingemeindet wurde.